# HD 188015
HD 188015 — звезда 8й звёздной величины, находящаяся на расстоянии около 172 световых лет от нас, в созвездии Лисички. Это жёлтый субгигант, солнцеподобная звезда, у которой прекратился или останавливается синтез гелия из водорода в ядре. Хотя, звезда лишь ненамного ярче Солнца, она, вероятно, намного старше. Звезда имеет на орбите одну планету.